# Webb Wilder
Webb Wilder (Hattiesburg, 1954. május 19. –) amerikai rock and roll énekes, gitáros, színész.

## Pályafutása
John Webb McMurray a Mississippi állambeli Hattiesburgban született. A család szerint előbb tudott énekelni, mint járni. Tizenkétévesen kezdett gitározni, tizennégyévesen már zenekarokban játszott.
A nagynénje, Lillian McMurry volt, aki a Trumpet Records alapítójaként ismert. Lillian McMurry a mentora volt: tanácsokat kapott tőle, amikor a zeneiparba bekerült.
Webb Wilder karaktere 1981-ben született meg egy rövid vígjátékhoz, amelyet barátaival készült „Webb Wilder Private Eye” néven. A karakter egy magándetektív volt az 1950-es évekből, és – mit tesz Isten – történetesen zenész is volt.
Olyan zenekarokkal, mint a The Drapes, a The Beatnecks, a The Nashvegans, Wilder ötvözte a rock and rollt a The Ventures gitárhangzásával és Duane Eddy alulhangolt hangszerével, a blues, az R&B, a country és a film noir hangulatára támaszkodva.
Wilder jelentős kiadókkal szerződött, és független kiadókkal is dolgozott. A Sirius Radio műsorvezetője is volt. Színész volt Peter Bogdanovich 1993-as The Thing Called Love című filmjében.
Wilder jelenleg a Tennessee állambeli Nashville-ben él.

## Lemezválogatás
- 1986: It Came from Nashville
- 1989: Hybrid Vigor
- 1991: Doo Dad
- 1995: Town & Country
- 1996: Acres of Suede
- 2005: About Time
- 2005: Scattered Smothered & Covered
- 2006: Tough It Out (Live In Concert)
- 2007: It's Live Time!
- 2008: Born To Be Wilder
- 2009: More Like Me
- 2015: Mississippi Moderne
- 2018: Powerful Stuff!
- 2020: Night Without Love

## Díjak
- Mississippi Musician Hall of Fame

## Filmek
- Webb Wilder az IMDb-n